# Rzężawy (województwo łódzkie)
Rzężawy – wieś w Polsce położona w województwie łódzkim, w powiecie sieradzkim, w gminie Goszczanów.
Wieś arcybiskupstwa gnieźnieńskiego w powiecie sieradzkim województwa sieradzkiego w końcu XVI wieku. W latach 1975–1998 miejscowość położona była w województwie sieradzkim.
Słownik geograficzny Królestwa Polskiego i innych krajów słowiańskich podaje, iż Rzężawy wchodziły w skład dóbr Goszczanowa. W 1827 r. wieś miała liczyć 8 domów i 64 mieszkańców. Należała do niej również osada Górka Rzężawska. Wzmiankę o wiosce można znaleźć również w Liber beneficiorum Jana Łaskiego.